# Dewey Readmore Books
Dewey Readmore Books (* November 1987; † 29. November 2006) war der Bibliothekskater der Stadtbücherei von Spencer (Iowa).

## Leben
In der Nacht zum 18. Januar 1988 wurde ein etwa acht Wochen altes Katzenjunges von einer unbekannten Person durch die Einwurfklappe der Buchrückgabebox der Stadtbücherei von Spencer gezwängt. Mitarbeiterinnen der Bibliothek fanden das Tier morgens frierend, aber noch lebendig zwischen den Büchern und nahmen sich seiner an. Die Leiterin Vicki Myron überzeugte das Bibliotheksgremium, den kleinen rotgetigerten Kater als Bibliothekskatze zu behalten. Bald darauf erschien der erste Artikel über das Tier im Spencer Daily Reporter und an einem Wettbewerb zur endgültigen Namenswahl für das vorläufig „Dewey“ genannte Tier beteiligten sich 397 Personen, was eine im Vergleich zu den üblichen Teilnehmerzahlen der Bibliothekswettbewerbe sehr hohe Rate war. Der Name „Dewey“ (nach der 1873 von Melvil Dewey entwickelten und in amerikanischen Bibliotheken üblichen Dewey-Dezimalklassifikation) setzte sich durch und wurde durch „Readmore“ nach der Cartoonfigur Cap’n O. G. Readmore sowie „Books“ zur Abgrenzung von ebendieser Figur ergänzt. Darüber hinaus ist der Name ein Wortspiel („read more books“ = „lest mehr Bücher“).
In den folgenden Jahren wurde Dewey durch zahlreiche Presse- und Fernsehberichte bekannt. Unter anderem reiste im Jahr 2003 ein japanisches Fernsehteam nach Iowa, um Dewey zu filmen. Seit dem Sommer 2004 verzeichnete die Homepage der Bibliothek daraufhin zahlreiche Zugriffe aus Japan; 150.000 Klicks innerhalb von drei Jahren wurden registriert.
Vicki Myron schrieb zwei Erwachsenen- und mehrere Kinderbücher über den Kater, der fast sein ganzes Leben in der Bücherei in Spencer verbrachte. Im Oktober 2006 wurde in einer Sitzung des Bibliotheksvorstandes diskutiert, das gealterte Tier, das angeblich dem Image der Bibliothek schadete, abzuschaffen oder einschläfern zu lassen, was jedoch abgelehnt wurde. Ende November 2006 stellte ein Tierarzt einen aggressiven Magentumor bei dem etwa 19 Jahre alten Kater fest. Dewey wurde eingeschläfert, eingeäschert und in der Nähe der Bibliothek begraben. Eine Platte mit der Inschrift „In Loving Memory of Dewey Readmore Books: World Famous Library Cat“ markiert das Grab. In der Bibliothek erinnert eine Bronzeskulptur von Heather Beary an den Kater.